# 郴州府
郴州府，明朝时设置的府。
洪武元年（1368年）改郴州路置，治所在郴阳县（今湖南省郴州市）。属湖广省。辖境相当今湖南省郴州市和永兴、宜章等县以东、以南地区。洪武九年（1376年）四月，降为郴州直隶州。 